# Lepanthes tachirensis
Lepanthes tachirensis är en orkidéart som beskrevs av Ernesto Foldats. Lepanthes tachirensis ingår i släktet Lepanthes och familjen orkidéer. Inga underarter finns listade i Catalogue of Life.